# Trichodezia haberhaueri
Trichodezia haberhaueri là một loài bướm đêm trong họ Geometridae.